# Freedmen’s Bureau
 Denne artikel bør gennemlæses af en person med fagkendskab for at sikre den faglige korrekthed.

Freedmen's Bureau – (agentur) bureau i delstaten Arizona, USA, grundlagt som del af "US War Department of Kongress" i marts 1865. Agenturets fulde navn var "Bureau of Refugees, Freedmen and Abandoned Lands".
Dens primære opgave var at yde assistance til de flygtede negre efter afslutningen af den Amerikanske Borgerkrig. Oprindeligt planlagt til at virke i 1 år, bureauet fortsætte arbejdet i 1866 med Kongressens nedstemning af vetoet fra præsident Andrew Johnson og agenturet blev derefter udvidet. Agenturet blev ledet af kommissioner, General Oliver Otis Howard, som blev assisteret af 1 kommissioner assistent for hver sydlig stat.
Bureauet tog ansvaret for uddeling af mad og medicin til de sorte, af hvilke de fleste var flygtninge, samt til de hvide i nød. Deres arbejde bestod også af regulering af arbejdsforhold for de sorte, dannelse af skoler og undervisning af tidligere slaver som var analfabeter, samt kontrol og distribution af land forladt eller konfiskeret fra ejerne i syden. Bureauet udførte også legale rettergange som også involverede de sorte. Landet som var kontrolleret af bureauet, total omkring 800.000 hektarer, var forudsat til at blive givet til de tidligere slaver og til personer som beviste deres loyalitet til Unionen, i lodder som ikke var over 40 hektarer. Af forskellige grunde blev denne plan forladt og meget af landet blev returneret til de tidligere ejere, og efterlod skuffelse blandt de tidligere slaver som håbede at grundlæge deres egne uafhængige farme. De fleste af bureauets aktiviteter sluttede i 1869, på nær uddannelsesprogrammet som fortsætte indtil 1872 og som var bureauets hovedopgave.